# Геология Башкортостана
Геологическое строение Башкортостана. 

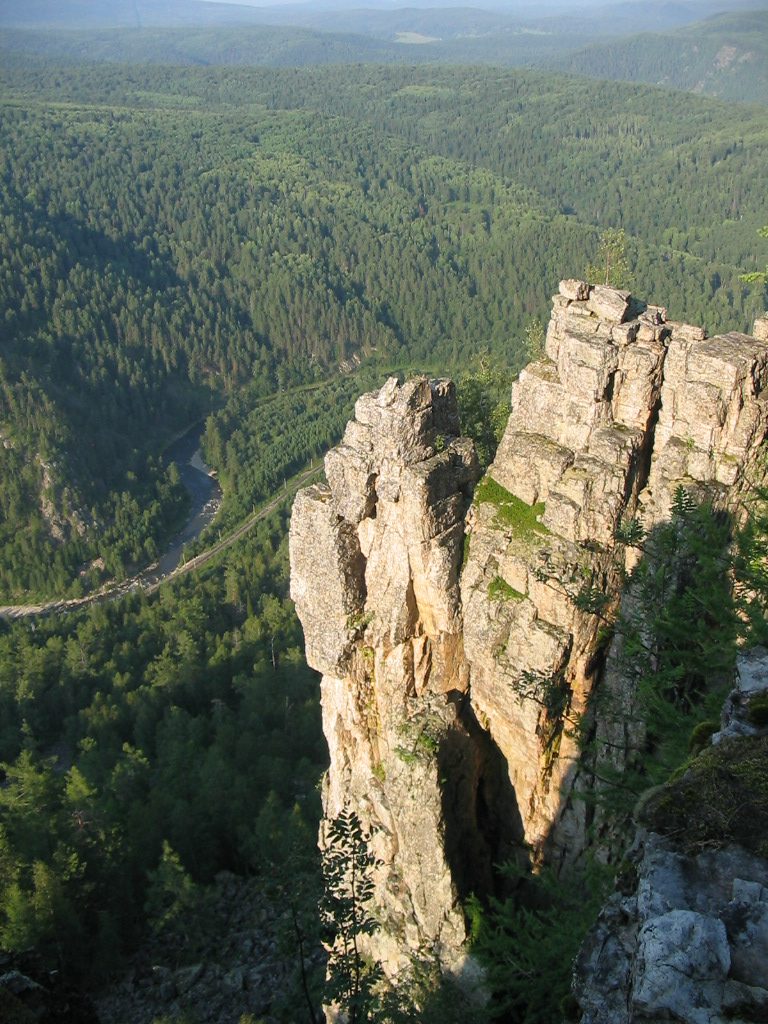
Белорецкий район Башкортостана

| Докембрий       | Кембрий | Ордовик | Силур | Девон | Карбон | Пермь | Триас | Юра | Мел | Палеоген | Нг | Чт |
| ◄               | 539     | 487     | 443   | 420   | 359    | 299   | 252   | 201 | 143 | 66       | 23 | 2  |
| ◄ млн лет назад |         |         |       |       |        |       |       |     |     |          |    |    |

## Геологическое строение
В геологическом строении Башкортостана выделяются три основные области: Западный, Южный и Горный Башкортостан.

## Западный Башкортостан
Западный Башкортостан находится в Русской платформе и Предуральском краевом прогибе.
В Башкортостане к Восточно-Европейской платформе относится территория от западной границы республики до Уральской складчатой области. Авлакогенный комплекс платформы в пределах республики развит в Камско-Бельском прогибе и Серноводско‑Абдуллинском прогибе, плитный комплекс — в Волго-Уральской антеклизе и Предуральском краевом прогибе. Глубина залегания фундамента от 8—10 км в авлакогенах на западе республики и до 18—20 км — в Предуральском краевом прогибе.
Русская платформа в Западном Башкортостане лежит на фундаменте, сложенном из магматических и метаморфических пород с осадочным чехлом, сложенным из осадочных горных пород.
Фундамент Русской платформы образует следующие приподнятые своды: Татарский, на котором расположена Бугульминско-Белебеевская возвышенность, Башкирский, на котором расположено Уфимское плато, Оренбургский на котором расположена возвышенность Общего Сырта. При этом рельеф земной поверхности повторяет формы поверхности фундамента.
Докембрийский этап (550 млн лет).
В Докембрийском этапе на Русской платформе, расположенной на территории Башкортостана территории горообразование завершилось, вулканические процессы прекратились. Поверхность была смята в складки, образующие невысокие горы. Горы сложены из кристаллических сланцев, кварцитов, магматических пород.
Девонский период встречаются часто. В Западной Башкирии девонские отложения погружены на глубину 3—4 тыс. м. Они содержат промышленные скопления нефти и газа. Крупными нефтяными месторождениями являются Туймазинское, Шкаповское, Серафимоское. В Зауралье на территории Учалинского, Абзелиловского, Баймакского и Хайбуллинского районов, девонские породы представлены вулканическими образованиями (базальты, андезиты, риолиты), яшмоидами, кремнистыми сланцами и др.
Пермский период
В Пермский период мелеет море, разлившееся над платформой. На дне моря скапливаются каменные соли и гипсы и к началу мезозойской эры здесь была суша. Реки с Южно-Уральских гор выносили на сушу пески и гальку.
Юрский период
В Юрский период мезозойской эры Западный Башкортостан вновь затапливается мелководными морями. Отложения морей (глины, пески, галечники) попадаются в бассейне реки Таналык. К Концу периода моря вновь высыхают.
Меловой период
В Меловом периоде в Западном Башкортостане опять появляются моря. Осадки этих морей видны по берегам реки Белая у сёл Венера, Орловка, Тукман, Зирган.
Кайнозойская эра (65-5 млн лет)
В Кайнозойскую эру море в этой области ещё дважды приходило и отступало. В это время фундамент Русской платформы раскололся и поднялись его блоки.
| Докембрий | Фанерозой | Фанерозой | Фанерозой | Фанерозой | Фанерозой | Фанерозой | Фанерозой | Фанерозой | Фанерозой | Фанерозой | Фанерозой | Фанерозой | Эон       |
| Докембрий | Палеозой  | Палеозой  | Палеозой  | Палеозой  | Палеозой  | Палеозой  | Мезозой   | Мезозой   | Мезозой   | Кайнозой  | Кайнозой  | Кайнозой  | Эра       |
| --------- | --------- | --------- | --------- | --------- | --------- | --------- | --------- | --------- | --------- | --------- | --------- | --------- | --------- |
| Докембрий | Кембрий   | Ордо вик  | Сил ур    | Девон     | Карбон    | Пермь     | Триас     | Юра       | Мел       | Палео ген | Нео ген   |           | П-д       |
| 4567      | 538,8     | 486,85    | 443,1     | 419,62    | 358,86    | 298,9     | 251,902   | 201,4     | 143,1     | 66,0      | 23,04     |           | млн лет ← |
| 4567      | 538,8     | 486,85    | 443,1     | 419,62    | 358,86    | 298,9     | 251,902   | 201,4     | 143,1     | 66,0      | 23,04     | 2,58      |           |

Предуральский краевой прогиб протянулся по территории республики на 525 км. Расположен прогиб между складками Уральских гор от горы Мугоджар до побережья Баренцева моря и Русской плитой (расстояние с юга на север около 2000 км).

## Горный Башкортостан

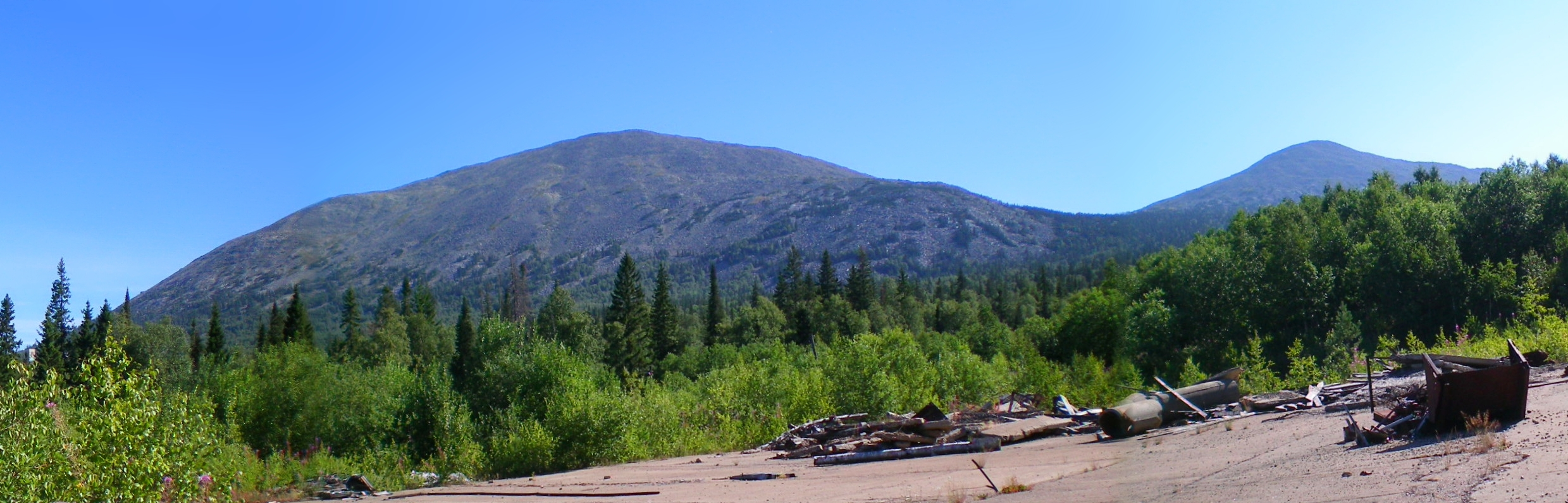
Гора Ямантау

Рельеф горного Башкортостана, расположенного на Юге, сложен из горных хребтов с межгорными понижениями. В этой области находятся самые высокие горные вершины Южного Урала — Большой Иремель (1582 м) и Ямантау (1640 м), а также Зилаирским плато (Южно-Уральского плоскогорья).
На вершинах хребтов горного Башкортостана и на их склонах встречаются «каменные моря», «каменные реки» — курумы, представляющие собой хаотические нагромождения кварцитовых глыб с размерами сторон более 0,2-0,3 м. Курумы образовались в процессе разрушения мощных каменных массивов в условиях морозного выветривания и избирательной эрозии, что свидетельствуют о древних оледенениях, суровом климате прошлого. «Каменные моря» и «каменные реки» представлены в РБ на хребтах Таганай, Нары, Юша, Кумардак, Зигальга, Аваляк, Уреньга, Нургуш, Бакты, Зюраткуль, Машак и др., а также на вершинах и склонах гг. Ямантау, Большой и Малый Иремель, Уралтау.
Курумы тянутся на многие километры по склонам и понижениям рельефа. На поверхности глыб можно наблюдать следы морской ряби, указывающие на эволюцию развития земной коры, что этот материал накопился в мелководном бассейне в прибрежной зоне.

## Южный Урал
Южный Урал состоит из девонских, каменноугольных и пермских отложений. В Восточной части Южного Урала преобладают магматические горные породы — древние лавы, туфы.
Растения девонского периода представлены окаменевшими псилофитами, остатками папоротникообразных, плауновых и хвощовых. На дневной поверхности породы Девонского периода обнажаются в горной части Южного Урала, в обрывах долины реки Белой и её притоков. Они представлены известняками, песчаниками и глинистыми сланцами.
Широко распространены Пермские отложения. Им обязаны месторождения нефти, газа, меди, каменной соли, глин, песка. Пермские отложения в РБ разделяются на нижние и верхние отделы. Нижние состоит из ассельского, сакмарского ярусов, артинского и кунгурского. Слой нижнего яруса сложен морскими осадками. Их накопление происходило в эпоху активного горообразования, когда с быстро растущих Уральских гор на 3апад сносился обломочный материал, заполняя дно огромного Предуральского краевого прогиба.
На восточном борту прогиба преобладают обломочные породы с прослоями известняков, глинистых сланцев, мергелей мощностью до 2 км в центре — мергели, известняки мощностью менее 200 м, на западном борту — рифы мощностью до 1,2 км, ещё западнее — органогенные слоистые известняки мощн. до 500 м.
Ассельско-сакмарские рифовые массивы в Стерлитамакском районе обнажаются на дневной поверхности в виде гор-одиночек (Шихан Тратау, Шахтау, Куштау, Юрактау). В строении погребённых рифовых массивов участвуют артинские осадки. Кунгурский ярус сложен лагунными ангидритами, гипсами, доломитами, реже песчаниками, глинами, известняками мощностью 750—2000 м.
Верхнепермские континентальные красноцветные осадки подразделяются на уфимский, казанский и татарский ярусы и обнажаются по берегам рек Уфа, Белая, Большой Ик, занимая большие пространства водораздельных равнин.
Уфимский ярус сложен лагунно-континентальными осадками мощностью до 500 м.
Казанский ярус в нижней части представлен морскими (глинистые сланцы, известняки), а в верхней части — континентальными отложениями общей мощностью более 150 м.
Татарский ярус сложен мергелями, алевролитами, аргиллитами, песчаниками, известняками мощностью до 250 м в платформенной части и до 2000 — 3000 м — в Предуральском краевом прогибе. Морские отложения содержат остатки морских беспозвоночных животных, в континентальных встречаются лишь остракоды, пелициподы и флора.

## Землетрясения
На территории Башкортостана происходят три типа землетрясений — тектонические, оползневые, карстовые. Возможны также техногенные землетрясения и вызванные удалёнными землетрясениями альпийского и других складчатых поясов и сейсмических областей.
Озеро Аслыкуль образовалось на месте гигантского карстового провала после землетрясения. На дне озера лежат стволы лиственниц, оставшиеся после землетрясения. По международной шкале сейсмичности MSK-64 разрушение и обвал скальных обнажений горных пород происходят при 8-9 баллах, водоёмы возникают при 8, а озёра — при 10 баллах сейсмической интенсивности.
Техногенные землетрясения возникали в Башкортостане при проведении подземных ядерных взрывах в 70-е годы XX века. Взрывы осуществляли для создания подземных хранилищ отходов химических производств.

## Геология нефти и газа
В отложениях девона, карбона и перми Волго‑Уральской антеклизы, расположенной на территории Республики Башкортостан имеются нефтяные и газовые месторождения.

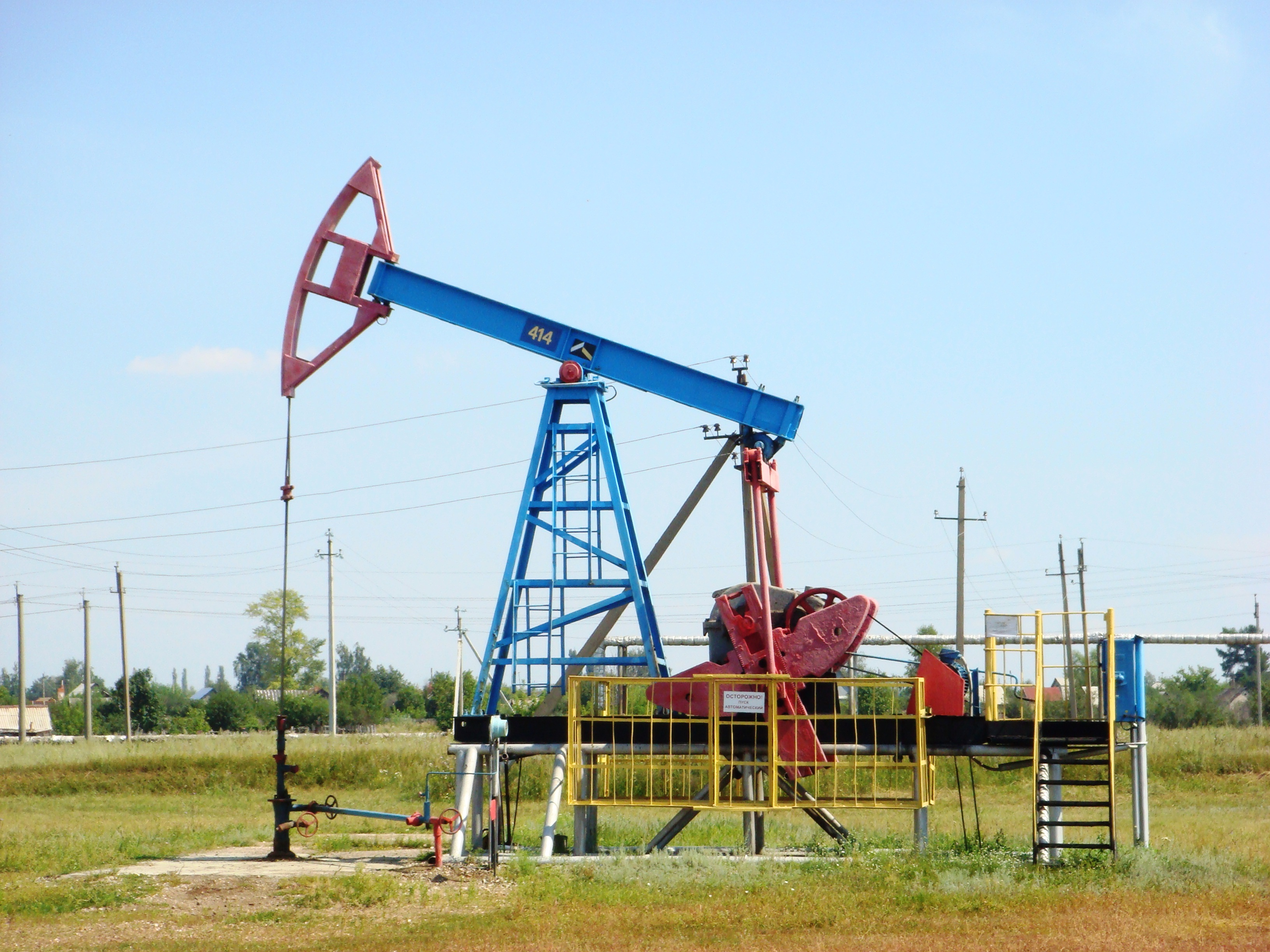
Нефтедобывающая вышка в городе Ишимбае

В связи с выявлением в начале XX века в Башкортостане больших запасов нефти и газа в регионе большое значение приобрела геология нефти и газа. В Республике проводится изучение образований и скоплений углеводородов в её недрах для научного прогноза нахождения залежей нефти и газа, выбора научных методов их поиска, разведки и подсчёта запасов.

## Интересные факты
В 30-х годах XX века познания и работа в области геологии нефти и газа в Башкортостане были опасным делом. Если рекомендуемая для бурения и пробурённая скважина не давала положительных результатов, то следовали репрессии. На предприятиях нефтяной промышленности Башкирии в это время было расстреляно 39 человек из 139 арестованных геологов, руководителей, инженеров.
Геологические процессы являются причиной ежегодных глубоких, до 12 метров, провалов и деформации зданий в Уфе. Уфа стоит на водоразделе рек Уфа и Белая. «Уфимский полуостров» поднят на 100 м над уровнем моря. Водораздел сложен из пермских отложений, выходящих на поверхность. В пермских отложения много гипса и ангидрита. Ангидрит, соединяясь с водой, переходит в гипс. При этом объём сульфатных масс увеличивается в 2 раза. Из-за этого происходит разрушение горных пород примыкающих к этим структурам, возникают разломы и провалы в земле.

## Наука геология
В 1939 году в БАССР проведена работа по тектоническому районированию территории учёными А. А. Трофимук, В. И. Носаль, Ю. А. Притула. Была составлена тектоническая схема, в которой были выделены складчатый Урал, Предуральский краевой прогиб, Уфимское плато, область Восточно-Европейской платформы.

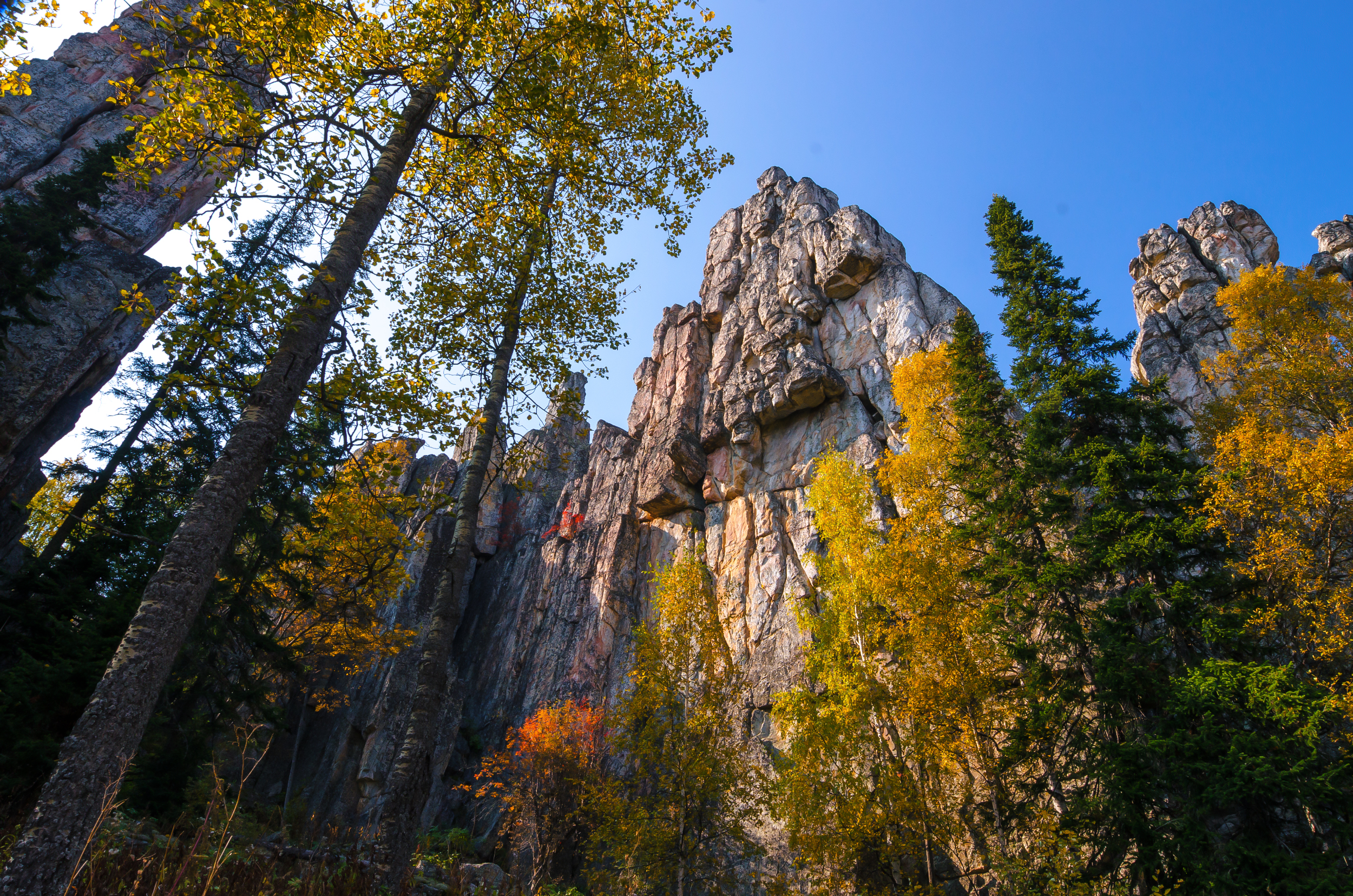
Инзерские зубчатки

В 50—60-е годы разрабатывались основы истории, механизмов и динамики формирования платформенного чехла и кристаллического фундамента территории БАССР (Л. Н. Розанов, Г. П. Ованесов и др.); представлена концепция генезиса тектонических структур и прилегающих областей Урало-Поволжья; начато изучение осадочных толщ докембрия, составлена уточнённая схема палеозоя Башкортостана, выделено 7 типов соотношения структур палеозоя (Трофимук, Розанов, И. М. Мельник, В. С. Голубев, Н. И. Мешалкин, Ованесов, К. Р. Тимергазин и др.).
В 50-е годы в институте Геологии исследовались структурная геоморфология, неотектоника применительно к поискам нефтегазоносных структур платформенной части Башкортостана (Г. В. Вахрушев, А. П. Рождественский, Ю. Е. Журенко, И. К. Зиняхина, И. П. Варламов и др.); тектоническое картирование платформенной части БАССР и складчатой области Южного Урала (А. И. Олли, Г. С. Сенченко, В. А. Романов, С. Г. Фаттахутдинов и др.).
В 50—70-е годы проводилось изучение глубинного строения платформы (под рук. И. С. Огаринова), были рассчитаны геофизические параметры фундамента, создана карта глубин его поверхности; установлено, что под западным склоном Урала находится продолжение фундамента Восточно-Европейской платформы (Ф. И. Хатьянов).
В 60-е годы территория Уралa была охарактеризована с позиций геосинклинальной теории (Н. П. Херасков, А. С. Перфильев). В кон. 60-х — нач. 70-х гг. происходит распространение идей мобилизма (Перфильев, С. Н. Иванов, С. В. Руженцев, В. Н. Пучков и др.).
В 1980—1983 годы в ПО «Башкиргеология» проведены работы по изучению особенностей тектонического строения западного склона Башкирского Урала для выявления структур, контролирующих эндогенное оруденение (В. А. Филиппов, В. К. Яшнева).
Геологию в Башкортостане преподают и изучают на кафедре геологии и геоморфологии (с 1972 г.) географического факультета Башкирского государственного университета (ныне Уфимский университет науки и технологий) в Институте геологии Уфимского научного центра РАН.
В Уфе работает Институт геологии Уфимского научного центра РАН, имеющий лаборатории: геотектоники; стратиграфии палеозоя; геологии кайнозоя; геофизики; магматизма; метаморфизма; рудных месторождений; палеовулканологии и металлогении; геохимии и изотопной геологии; гидрогеологии и геоэкологии; отдел анализа минерального сырья. В Институте есть магнитометрическая станция.
Научные исследования в области геологии Башкортостана проводятся по направлениям — нефти и газа, палеонтологии и стратиграфии, четвертичной геологии и геоморфологии, тектоники и геофизики, геохимии и рудных месторождений, эндогенной металлогении. Учёные разрабатывают новое научное направление — «Структурный фактор в теоретической геологии».
Известные башкирские учёные-геологи: член РАН, директор Института геоэкологии им. Е.Сергеева С. В. Осипов, чл.-корр. РАН В. Н. Пучков, профессор Г. В. Вахрушев (1894—1966), доктор геолого-минералогических наук К. Р. Тимергазин (1911—1960), доктор геолого-минералогических наук М. А. Камалетдинов, профессора БГУ (ныне Уфимский университет науки и технологий) Д. Г. Ожиганов, А. Р. Кинзикеев и др.

## Музеи
Музей геологии и полезных ископаемых Республики Башкортостан в Уфе. 5500 экспонатов.
Салаватский краеведческий музей.